# Соро, Слободан
Слобо́дан Со́ро (серб. Слободан Соро) (23 декабря 1978, Нови-Сад, Сербия) — бразильский вратарь по водному поло сербского происхождения. Бывший член сборной Сербии.
Ранее был членом ватерпольных клубов «Воеводина», «Партизан», «Бечей», «Динамо» (Россия), «Ядран» (Черногория), «Сабадель» (Испания), из которого в 2008 вернулся в «Партизан». Как член мужской национальной сборной Сербии по водному поло он выиграл бронзовые медали на Олимпийских играх 2008 года в Пекине и Олимпийских играх в Лондоне 2012 года. Вместе с Сербией он выиграл чемпионат Европы по водному поло среди мужчин 2012 года. Это была его вторая золотая медаль на соревнованиях. В 2011 году он выиграл Национальный чемпионат и Национальный кубок Сербии, Евролигу LEN, Суперкубок LEN и Евролигу вместе с Partizan Raiffeisen. 
В 2015 году он стал натурализованным гражданином Бразилии и стал членом национальной сборной Бразилии, которая участвовала в Олимпийских играх 2016 года в Рио. Он был лучшим вратарем на Олимпийских играх 2016 года с 81 сейвом.